# Кортні Ходжес
Кортні Гікс Ходжес (англ. Courtney Hicks Hodges; 5 січня 1887, Перрі, Джорджія — 16 січня 1966, Сан-Антоніо) — американський воєначальник, генерал армії США (1945). Учасник Другої світової війни, командувач 3-ї та 1-ї американськими арміями за часів Другої світової війни.

## Біографія
Військова кар'єра
- 1906 — рядовий
- 1907 — сержант
- 1909 — другий лейтенант
- ? — перший лейтенант
- ? — капітан
- ? — майор
- 1 жовтня 1934 — підполковник
- 1 жовтня 1938 — полковник
- 1 квітня 1940 — бригадний генерал
- 1 травня 1941 — генерал-майор
- 16 лютого 1943 — генерал-лейтенант
- 15 квітня 1945 — генерал

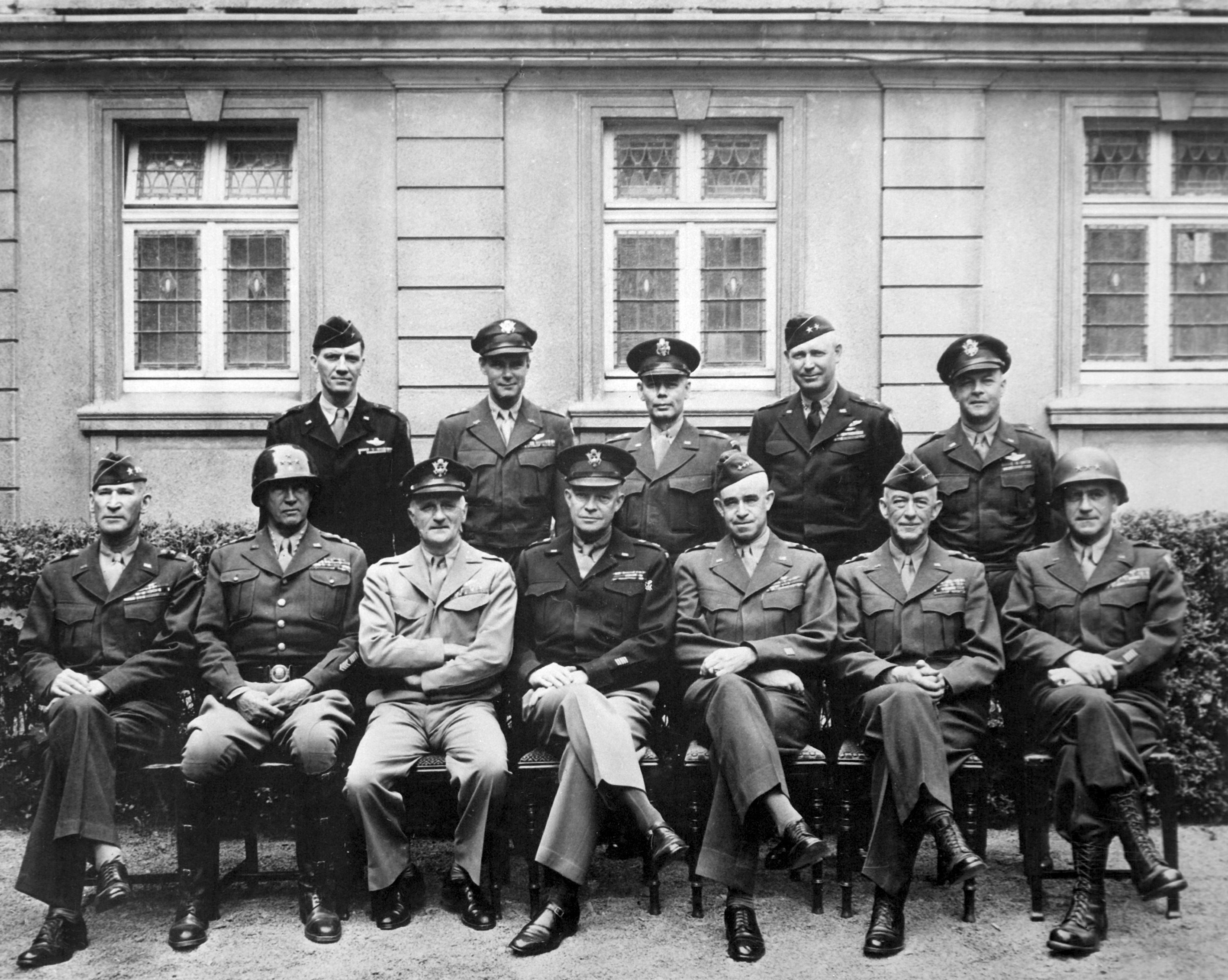
Вищий генералітет США, що бився на Західному фронті Другої світової війни. Сидять: зліва направо: Вільям Худ Сімпсон, Джордж Сміт Паттон, Карл Спаатс, Дуайт Ейзенхауер, Омар Бредлі, Кортні Ходжес, Леонард Героу. Стоять: зліва направо: Ральф Френсіс Штерлі, Гойт Сенфорд Ванденберг, Вальтер Беделл Сміт, Отто Вейланд і Річард Ньюджент

Кортні Гікс Ходжес народився 5 січня 1887 року у містечку Перрі в штаті Джорджія, у родині видавця міської газети. Навчався в агрикультурному коледжі Північної Джорджії (сучасний університет Північної Джорджії). 1905 році поступив до Вест-Пойнта, але після одного року навчання був відрахований через погані екзаменаційні результати з математики.
Після невдалої спроби отримати офіцерську освіту, призвався до лав американської армії рядовим і служив у роті «L» 17-го піхотного полку. Завдяки високим лідерським якостям швидко отримав звання сержанта, а в 1909 році, після відмінних результатів по здачі іспитів, отримав офіцерське звання — другий лейтенант. На початку своєї офіцерської кар'єри проходив службу в підпорядкуванні майбутнього начальника штабу армії генерала армії Джорджа Маршалла на Філіппінах та майбутнього легендарного генерала Другої світової Джорджа Паттона у Мексиці.
Під час Першої світової війни служив у 6-му піхотному полку 5-ї дивізії, дійшов до посади командира батальйону з присвоєнням тимчасового звання підполковник. За проявлений у боях на Марні героїзм удостоєний хреста «За видатні заслуги».
Після повернення до США продовжив службу, 1925 році здобув освіту в Командно-штабному коледжі, а в 1934 році у Воєнному коледжі армії.
З 1925 року інструктор Піхотної школі армії США у Форт Беннінгі, штат Джорджія, потім тактичної школи Льотного корпусу. З 1938 року помічник начальника, з 1940 року — начальник Піхотної школи. У травні 1941 року призначений начальником нової командної школи офіцерів резерву в Бірмінгемі (Алабама). У 1941—1942 роках служив у військовій розвідці. 12 травня 1942 року призначений командиром 10-го корпусу, який проходив формування та підготовку в Бірмінгемі.
З 16 лютого 1943 по 25 січня 1944 року командував 3-ю армією (зі штаб-квартирою у Форт Сем-Г'юстон, Техас) і Південним командуванням оборони. У січні 1944 року армія генерала Ходжеса була перекинута до Англію, де її прийняв Паттон, а Ходжес отримав призначення на посаду заступника командувача 1-ї армії генерала О. Бредлі.
Брав участь у стратегічній десантній операції «Оверлорд» із висадки союзних військ у Нормандії і наступних боїв; частини Ходжеса першими вступили в Париж. У серпні 1944 року після того як війська в Нормандії були об'єднані в 12-ту групу армій під командуванням Омара Бредлі, Ходжес прийняв командування 1-ю армією. Керував своїми військами в боях на півночі Франції, в Бельгії та Люксембурзі на шляху до Німеччини.
Війська Ходжес прорвали «лінію Зігфріда», здобули Аахен, билися в Хюртгенвальдському лісі і взяли участь в битві в Арденнах. Під час цієї битви до складу армії входили американські XVIII повітряно-десантний (ген. М. Ріджвея), V (ген. Л. Ґероу), VII (ген. Л. Коллінз) і XXX британський (ген. Б. Хоррокс) корпуси.
7 березня 1945 року 9-та бронетанкова дивізія 1-ї армії генерала Ходжеса захопила міст Людендорфа в Ремагені. Вперше після завершення Наполеонівських війн, 1-ша армія стала першим противником Німеччини, який перетнув Рейн. До того часу, коли міст був зруйнований через 10 днів, його армія встигнула побудувати два важкі мости через Рейн та закріпитися на плацдармі довжиною 40 кілометрів, що простягався від Бонна на півночі майже до Кобленца на півдні та 10 до 15 кілометрів завглибшки, зайнятих п'ятьма американськими дивізіями. Американці повільно просувалися вперед, чекаючи, що 23 березня британський фельдмаршал Монтгомері та його 21-ша група армій розпочнуть операцію «Пландер» з форсування головних сил через Рейн.
У подальшому брав участь в оточенні німецького угруповання в Рурському басейні, його війська першими форсували Рейн і з'єдналися з радянськими військами на Ельбі поблизу Торгау.
15 квітня 1945 року Ходжес був підвищений до звання повного генерала. Він став лише другим солдатом в історії армії США, який пройшов шлях від рядового до чотиризіркового генерала, іншим був Вальтер Крюгер, який служив на Тихоокеанському театрі воєнних дій Другої світової війни.
8 травня 1945 року після закінчення Другої світової війни в Європі, генерал Ходжес з 1-ю армією отримали наказ підготуватися до відправлення на Тихий океан для запланованого на березень 1946 року вторгнення в Японію. Однак цей крок став непотрібним, коли дві атомні бомби були скинуті на японські міста Хіросіму та Нагасакі, а Радянський Союз оголосив війну Японії, змусивши імператора Хірохіто наказати переможеній Японській імперії капітулювати.
2 вересня 1945 року в Токійській бухті були підписані офіційні документи про здачу. Генерал Ходжес був одним з небагатьох людей, присутніх під капітуляцією як нацистської Німеччини в Реймсі, Франція, так і Японської імперії в Токійській бухті.
Після завершення Другої світової війни генерал Ходжес продовжував командувати 1-ю армією з базуванням у Форт Джей, Говернорс, Нью-Йорк до своєї відставки в березні 1949 року.
16 січня 1966 року Кортні Ходжес помер у Сан-Антоніо. Похований на Арлінгтонському національному цвинтарі.